# Paratrichius diversicolor
Paratrichius diversicolor är en skalbaggsart som beskrevs av Thierry Bourgoin 1915. Paratrichius diversicolor ingår i släktet Paratrichius och familjen Cetoniidae. Inga underarter finns listade i Catalogue of Life.